# Џорџ Бенџамин Лакс
Џорџ Бенџамин Лакс (енгл. George Benjamin Luks; Вилијамспорт, 13. август 1867 — Њујорк, 29. октобар 1933) је био амерички сликар и портретиста.
Био је велики поштовалац дела Франца Халса и под његовим утицајем насликао је већи број радова са урбаним мотивима. Такође је радио и као илустратор и аниматор. Његови најуспешнији и најпознатији радови су Улични говорници и Рвачи. Умире од последица повреда задобијених у тучи у ноћном бару.
У Другом светском рату америчка морнарица назива један брод његовим именом.